# Мон-Егіль
Мон-Егіль (фр. Mont Aiguille) — гора, що розташована майже за 60 км на південь від міста Гренобль, у муніциналітеті Шишильян на півдні Франції. Гора є одним з Семи чудес Дофіне. Це відносно рівна вапнякова столова гора, оточена прямовисними скелями. Гора знаходиться з 1985 року на території регіонального природного парку Веркор. Мон-Егіль відома вапняковими скелями, особливо на північно-західній стороні, які популярні серед альпіністів. Перший підйом на гору був здійснений 26 червня 1492 року..

## Географія
Гора Мон-Егіль розташована на плато Веркор, в басейні річки Рона. Гора оточена крутими скелями, її висота 2 085 м, відносна висота — 465 м. Навколишній ландшафт є досить складним, що виправдовує технічної підйом, як найпростіший метод для сходження. Біля підніжжя скель лежать великі ліси. Гора знаходиться в межах регіонального природного парку Веркор в департаменті Ізер. Найближча залізнична станція — в селі Сен-Мартен-де-Клель, а автомобільна дорога — йде з півночі через Col de La Bâtie.